# Подлесе (гміна Водзіслав)
Подлесе (пол. Podlesie) — село в Польщі, у гміні Водзіслав Єнджейовського повіту Свентокшиського воєводства.
Населення — 22 особи (2011).
У 1975-1998 роках село належало до Келецького воєводства.

## Демографія
Демографічна структура на день 31 березня 2011 року:
|          | Загалом | Допрацездатний вік | Працездатний вік | Постпрацездатний вік |
| -------- | ------- | ------------------ | ---------------- | -------------------- |
| Чоловіки | 11      | 0                  | 10               | 1                    |
| Жінки    | 11      | 1                  | 6                | 4                    |
| Разом    | 22      | 1                  | 16               | 5                    |